# Armand Ducos
Armand Ducos (1778-1851) est un armateur célèbre de la ville de Bordeaux au XIXe siècle, provisoirement associé aux tentatives d'émigration au Texas.

## Biographie
Ancien sous-préfet de la Réole en 1830, puis conseiller de préfecture en 1847, Armand Ducos est entretemps associé à Alexandre Bourgeois d'Orvanne, homme d'affaires français de La Nouvelle-Orléans.
Tous deux faisaient partie des cinq groupes d'entrepreneurs à avoir reçu en 1842 d'importants dons de Sam Houston, le président de la république du Texas, les autres étant Henri Castro, Pirson, Henry Fisher et Kennedy. Chargé de trouver pour la république du Texas un prêt d'un million de dollars, il y est parvenu. Grâce à ce prêt, la république du Texas a pu augmenter son endettement, ce qui lui a ensuite permis de rejoindre les États-Unis en 1845. La France y était représentée par Jean Pierre Isidore Alphonse Dubois de Saligny.
Ils repartirent en Europe au printemps 1843 pour réunir des colons. Le 3 juin 1842, ils avaient obtenu un million d'acres de terres, juste à côté de l'espace quatre fois plus petit obtenu par Henri Castro, et celui de Kennedy, avec la même obligation : faire venir 1200 colons au moins d'ici 18 mois. Ils ont finalement revendu le 19 septembre 1843 leurs terres à l'Adelsverein, une association regroupant 32 nobles allemands, organisés en compagnie à Biebrich sur le Rhin en avril 1842.
Ses frère et beau-frère, Jean-François Ducos et Jean-Baptiste Boyer-Fonfrède sont députés à la Convention et, ayant épousé la cause des Girondins, meurent tous deux sur l'échafaud.
Le fils de Jean-Baptiste Boyer-Fonfrède, Henry-Jean-Étienne Boyer-Fonfrède dit Henri Fonfrède, est l'associé d'Armand Ducos, en créant avec lui une maison de commerce Fonfrède et A.Ducos. En 1815, il fut arrêté par Louis XVIII puis exilé. Il revient à Bordeaux en 1816 et fonda en 1819 le journal La Tribune (Bordeaux). Ses polémiques attirèrent l'attention du parquet et provoquèrent, d'ailleurs, de bruyantes manifestations dans la ville.
Il épouse Fanny Lercaro, descendante d'une grande famille génoise ayant donné plusieurs doges à la cité. Son fils Jean-Étienne-Théodore Ducos, dit Théodore Ducos, est à son tour un notable bordelais, juge au tribunal de commerce, conseiller général de la Gironde et député (1834) de l'opposition libérale, puis ministre de la Marine et des Colonies après le coup d'État, du 3 décembre 1851.